# NK Posušje
Maillots
Actualités
Le NK Posušje est un  club de football bosnien basé à Posušje. Le club est fondé en 1950. Il connaît en 2009 des difficultés financières qui le mènent à se retirer du championnat.

## Historique
- 1950 : fondation du club

## Palmarès
- Première Ligue de la fédération de Bosnie-et-Herzégovine
  - Champion : 1999, 2000